# Straight Outta Lynwood
Straight Outta Lynwood è il dodicesimo album in studio del cantante statunitense "Weird Al" Yankovic, pubblicato nel 2006.
Il titolo dell'album è un'evidente parodia dell'album Straight Outta Compton degli N.W.A., con Lynwood che è un accenno alla città natale di Weird Al, che si trova nel sud-est della Contea di Los Angeles.

## Storia
L'album è stato pubblicato il 26 settembre 2006 negli Stati Uniti, il 30 settembre 2006 in Australia, il 3 ottobre 2006 in Canada, il 6 ottobre 2006 in Nuova Zelanda, il 13 novembre 2006 nel Regno Unito e il 24 novembre 2006 in Germania.
L'album è il primo album di Weird Al che è riuscito a salire al decimo posto nella Billboard 200. Il singolo White & Nerdy salì al nono posto della Billboard Hot 100.

## Contenuti
Originariamente la canzone You're Pitiful (parodia di You're Beautiful di James Blunt) doveva essere uno dei singoli, ma James Blunt, anche se aveva dato il permesso a Yankovic di fare la parodia, gli impedì di inserirla nell'album. Allora Weird Al la mise come free-download nel suo sito Internet.
Straight Outta Lynwood è un album DualDisc: un lato CD audio contenente i brani e l'altro DVD. Nella parte DVD è possibile ascoltare i brani in 5.1 Dolby Surround, la versione karaoke di tutti i brani, un video backstage della lavorazione dell'album e ben sei video animati delle canzoni originali dell'album. L'album contiene anche un libretto di venti pagine.
Sono stati pubblicati tre singoli estratti dall'album: White & Nerdy, Canadian Idiot e Don't Download This Song. Tutte e tre le canzoni si possono sentire nella pagina di Yankovic di MySpace.

## Tracce
1. White & Nerdy (parodia di Ridin', di Chamillionaire) - 2:50
2. Pancreas (parodia dello stile di Brian Wilson) - 3:48
3. Canadian Idiot (parodia di American Idiot, dei Green Day) - 2:23
4. I'll Sue Ya - 3:51 (parodia dello stile dei Rage Against the Machine)
5. Polkarama! - 4:17
6. Virus Allert (parodia dello stile degli Sparks) - 3:46
7. Confessions Part III (parodia di Confessions Part II, di Usher) - 3:52
8. Weasel Stomping Day (parodia delle musiche per gli special dei cartoni animati degli anni '60) - 1:34
9. Close But No Cigar (parodia dello stile dei Cake) - 3:55
10. Do I Creep You Out (parodia di Do I Make You Proud, di Taylor Hicks) - 2:46
11. Trapped in the Drive-Thru (parodia di Trapped in the Closet, di R. Kelly) - 10:51
12. Don't Download This Song (parodia dei cori gospel) - 3:54

## Musicisti
- "Weird Al" Yankovic - fisarmonica, tastiera, cantante, applausi, effetti sonori
- Steve Jay - basso, coro, applausi, effetti sonori
- Jim West - chitarra, coro, applausi, effetti sonori
- Rubén Valtierra - tastiera, applausi, effetti sonori
- Jon "Bermuda" Schwartz - batteria, coro, applausi, effetti sonori
- Suzanne Krajewski Yankovic - effetti sonori
- Nina Yankovic - effetti sonori